# Rozhledna Kuníček
Rozhledna Kuníček se nachází poblíž vesničky Kuníček v jižním svahu vrchu Hodětín nedaleko obce Petrovice. Místo je položeno asi 80 km jižně od Prahy v jižní části okresu Příbram.

## Historie a technická data
Rozhledna byla postavena v roce 2003 jako telekomunikační věž s rozhlednou a anténním systémem. Stavba je vysoká 60 m a vyhlídková plošina se nachází ve výšce 36,6 m. Vrchol věže je v nadmořské výšce 610 m, vyhlídková plošina je výšce 586,6 m. Stavba je atypickou ocelovou příhradovou konstrukcí s vnitřním tubusem z ocelové roury. Věž je vetknutá do železobetonové spodní stavby ve tvaru dvou souosých železobetonových válců obezděných kamennou přizdívkou z lomového kamene. V přízemí se nachází technologické místnosti, které využívají mobilní operátoři pro svá zařízení.